# Александрија (Луизијана)
Александрија (енгл. Alexandria) град је у америчкој савезној држави Луизијана.

## Демографија
По попису из 2010. године број становника је 47.723, што је 1.381 (3,0%) становника више него 2000. године.
| Група             | 2000.          | 2010.          |
| Белци             | 19.486 (42,0%) | 17.872 (37,4%) |
| Афроамериканци    | 25.371 (54,7%) | 27.322 (57,3%) |
| Азијати           | 577 (1,2%)     | 873 (1,8%)     |
| Хиспаноамериканци | 456 (1,0%)     | 849 (1,8%)     |
| Укупно            | 46.342         | 47.723         |